# Michel Klein (producteur)
Pour les articles homonymes, voir Michel Klein et Klein.
Michel Klein est un producteur de cinéma français.

## Filmographie

### Acteur
- 2004 : Capitaine Achab de Philippe Ramos : le curé

### Producteur

#### Courts métrages
- 2003 : Julia et les hommes de Thierry Jousse
- 2003 : Le Lac et la Rivière de Sarah Leonor
- 2003 : Métamorphose de Jean-Claude Guiguet
- 2003 : Lenz échappé de Dominique Marchais

- 2003 : L'Arpenteur coréalisé avec Sarah Leonor
- 2003 : C'était le chien d'Eddy d'Olivier Babinet et Bertrand Mandico
- 2004 : Capitaine Achab de Philippe Ramos
- 2007 : Les Cinéphiles 3 : Les Ruses de Frédéric de Louis Skorecki

#### Longs métrages
- 2005 : La Terre abandonnée de Vimukthi Jayasundara
- 2012 : À moi seule de Frédéric Videau

### Réalisateur
- 2003 : L'Arpenteur coréalisé avec Sarah Leonor